# .asia
.asia — загальний домен верхнього рівня, призначений для інтернет-компаній і організацій азійського регіону. Реєстрація можлива тільки для резидентів азійських країн.

## Ідея створення зони
Вперше ідея створення доменної зони .asia виникла у 2000 році, але на узгодження всіх процедур пішло кілька років. Найбільше заперечень було з боку урядів азійських держав, які вельми насторожено поставилися до можливості появи транснаціональної доменної зони, не залежної від національних урядів. Навіть загальноєвропейська зона .eu, офіційно запущена у 2006 році, працює при структурах Європейського союзу. В Азії ж, де інтеграційні процеси знаходяться на значно нижчому рівні, підходящою наднаціональної структури просто не існує.
Зрештою було прийнято рішення створити організацію, у консультаційну раду якої входили б представники доменних зон країн регіону. Всі доходи від проекту за вирахуванням операційних витрат повинні піти на розвиток телекомунікаційної індустрії у країнах Азії — скорочення технологічного розриву між бідними і багатими країнами, освітні програми у області високих технологій. Особлива увага приділятиметься паназійським проєктам.